# كأس تركيا 2003–04
كأس تركيا 2003–04 (بالتركية: 2003-04 Türkiye Kupası)‏ هو موسم من كأس تركيا. أقيم خلال الفترة 12 نوفمبر 2003 وحتى 5 مايو 2004، وأشرف على تنظيمه اتحاد تركيا لكرة القدم، وكان عدد الأندية المشاركة فيه 72، وفاز فيه نادي طرابزون سبور.